# فرودگاه گوفر گالچ
فرودگاه گوفر گالچ (به انگلیسی: Gopher Gulch Airport) یک فرودگاه است که یک باند فرود آسفالت دارد و طول باند آن ۱۰۲۸ متر است. این فرودگاه در شهر بند، اورگن کشور ایالات متحده آمریکا قرار دارد و در ارتفاع ۱۰۶۰ متری از سطح دریا واقع شده‌است.